# Јохан Хајнрих Ламберт
Јохан Хајнрих Ламберт (Милуз, 26. август 1728 — Берлин, 25. септембар 1777) је био швајцарски математичар и физичар, члан Берлинске и Минхенске академије наука.

## Биографија
У пољу физике, најпознатија су његова истраживања из оптике (фотометрије) и космологије. Године 1760. објавио је фундаментални рад „Фотометрија“ у коме је изложио основе научне дисциплине коју је сам засновао. Формулисао је и закон, познат под његовим именом „Ламбертов косинусни закон“. Покушао је да одреди растојања до звезда на основу поређења њиховог сјаја.
Проучавао је путање комета и особености кретања Јупитера и Сатурна. У књизи „Космолошка писма о устројству васионе“ (1761), идући далеко испред свог времена, продубио је и проширио размишљања својих претходника о структурној бесконачности васионе. Развио је идеју о хијерархијској структури васионе: Сунчев систем је посматрао као систем првог реда, звездане системе као системе другог реда, Галаксију и њој сличне маглине као систем трећег реда итд. Покушао је да одреди размере тих система полазећи од фотометријских прорачуна.
Ламберт је први увео хиперболичке функције у тригонометрију. Такође је заслужан за први доказ да је π ирационалан број, 1768. године. Између осталог, занимао се и математичком картографијом. Данас три картографске пројекције носе његово име: азимутна еквивалентна пројекција, цилиндрична еквивалентна пројекција (изоцилиндрична пројекција) и конусна конформна пројекција (у којој је урађена и средњоразмерна карта Србије).